# Pyxine keralensis
Pyxine keralensis är en lavart som beskrevs av D. D. Awasthi. Pyxine keralensis ingår i släktet Pyxine och familjen Physciaceae.   Inga underarter finns listade i Catalogue of Life.